# مؤتمن الخلافة جوهر
مؤتمن الخلافة جوهر هو خادم أسود خصي، يُعرف في كتب التاريخ بعدة أسماء، منها: جوهر والطواشي وكبير الطواشية وبمؤتمن الدولة. كان جوهر أكبر الموظفين في قصر حاكم العبيديين الفاطميين في القاهرة الخليفة العاضد لدين الله، وأحد أكثر المقرّبين منه والمؤثرين عليه. كانت عدد الحاشية في القصر آنذاك يقدر بثمانية عشر ألفًا، وهي عظيمة النفوذ، كما كان مؤتمن الخلافة قائداً لجند السودان الذين أتى بهم المُعز من السودان الغربي (غرب أفريقيا) ضمن جيشه، وبلغ عددهم في عهد العاضد 50 ألفًا.

## حياته
كان منصب مؤتمن الخلافة منصباً مهماً في أواخر عهد الدولة العبيدية الفاطمية، وهي الفترة التي شهدت وجود حكام ضعفاء وصغار في السن، وهو يشبه اليوم منصب قائد الحرس الملكي أو الحرس الجمهوري، وبالرغم من مكانته المهمة في الدولة وفي القصر الملكي، كان لمؤتمن الخلافة طموحات سياسية أكبر، إذ أنه كان يرغب بتولي الوزارة عقب مقتل الوزير شاور على يد أسد الدين شيركوه، لأن الوزير في تلك الفترة كان هو صاحب السلطة الفعلية في الدولة، وهو ما يفسر جزءا من مؤامرته، بم يكون مؤتمن الخلافة شيعيًا إسماعيليًا، وكذلك الكثير من أنصار الدولة العبيدية الفاطمية راعية ذلك المذهب، لكن المصالح والأطماع كانت تحرّكه بشكل كبير.
اتفق مؤتمن الدولة مع مجموعة من أمراء الدولة وأنصار الدولة العبيدية على مكاتبة الصليبيين، وتحديدًا ملك مملكة بيت المقدس عموري الأول، للقدوم إلى مصر، وإخراج صلاح الدين الأيوبي منها، وكانت خطتهم تفترض أن صلاح الدين ما إن يعلم بقدوم الصليبيين حتى يخرج لملاقاتهم بجنوده وقواته المتمركزة في القاهرة، وحينها ينقضّ العبيديون عليه بقواتهم من الخلف ويطوقونه، ويسهل القضاء عليه ثم يتقاسم العبيديون والصليبيون الديار المصرية. أرسل مؤتمن الخلافة رسولاً منه يثق به، ليحمل الرسالة إلى الصليبيين، ولكي لا ينكشف أمر الرسالة، تم وضعها داخل نعلين جديدين، وتمت خياطتهما، وحملهما المبعوث، وعندما وصل إلى منطقة البئر البيضاء قريبا من بلبيس لقيه شخص تركماني من أنصار صلاح الدين، فارتاب في أمره، وفي أمر النعلين، لأن حامل الرسالة كان رث الهيئة، سيء الحال، في حين كان النعلان جديدين، وقال التركماني: «لو كان هذان النعلان مما يلبسهما هذا الرجل لكانا خَلِقين ولظهر فيهما أثر الاستعمال»، وقبض عليه وسلمه إلى صلاح الدين.
لم يكشف صلاح الدين لمؤتمن الخلافة عن أمر المؤامرة وسكت عنها، إلاّ أن مؤتمن الخلافة أحس بكشف صلاح الدين لمؤامرته، واستشعر الخطر وخاف على نفسه، وصار ملازماً للقصر لا يخرج منه، وإن خرج فإنه لا يبعد عنه، وظل على هذا الحال فترة من الزمن. عندما شعر مؤتمن الخلافة بعد مدة بشيء من الاطمئنان، خرج إلى مزرعة له أو بستان خارج القاهرة، بالقرب من قليوب، للتنزه أو الصيد، وعندما علم صلاح الدين بتواجده خارج القصر، أرسل إليه بجماعة من أصحابه هاجموه وقتلوه، وأحضروا رأسه إليه، جزاء خيانته ومؤامرته، وكان ذلك في شهر ذي القعدة من نفس السنة التي تولى فيها صلاح الدين الوزارة أي عام 564 هـ. من أجل محاصرة المؤامرات التي تنبعث من القصر الفاطمي، قام صلاح الدين بعزل وإبعاد جميع الخدم الذين يتولون أمر القصر الفاطمي، وولى عليه مملوكه بهاء الدين قراقوش، وأمره أن يطلعه على جميع أمور القصر، صغيرها وكبيرها.
أثار قتل مؤتمن الخلافة غضب أتباعه من الجند السودان، فاصطدموا بصلاح الدين في صبيحة اليوم التالي، وكانوا يزيدون على خمسين ألفًا ودار بينهم وبين قوات صلاح الدين قتال عنيف، فتتبعهم صلاح الدين حتى وصلوا الصعيد حتى قضي على نفوذهم نهائيًا سنة 572 هـ.